# Телков, Борис Николаевич
Борис Николаевич Телков (род. 14 января 1961, Нижний Тагил, РСФСР, СССР) — российский писатель и журналист, редактор.

## Биография
Родился в Нижнем Тагиле.
Начал писать с 14 лет. Сначала стихи, потом с 17 лет — прозу.
В 1980 г. окончил Нижнетагильский горно-металлургический техникум.
В 1983 г. вышла первая публикация в газете «Тагильский рабочий». В 1997 г. — первая книга «Время ночного чая» (Екатеринбург). В 2000 г. принят в Союз писателей России.
В разное время был редактором (главным и литературным) журналов «Максималист», «Демидовский вестник», «Хорошо», «Городской променад». Сейчас — редактор журнала «МАКАР» («Маршрут карьеры»). Проживает в Нижнем Тагиле.
«Для Нижнего Тагила имя Бориса Николаевича Телкова — предмет особой гордости. Творчество этого писателя — удивительный сплав краеведения, художественной литературы и публицистики. Его очерки позволяют дышать вместе с автором воздухом прошедшей эпохи, и не важно, будет ли это ажурная атмосфера девятнадцатого века или резкий „стальной“ дух двадцатого», — отмечает М. М. Миронова.

## Художественные произведения Бориса Телкова
- 1997 — Время ночного чая
- 2004 — Жизнь одного пиджака; Тагильский криуль
- 2005 — Обед у Александра Васильича
- 2006 — Эйфелева башня Тагила: история одной горы
- 2009 — Имя от пришельца
- 2011 — Женщина в дорогу
- 2012 — Женский облик Свободы; Штаны с большой буквы
- 2013 — Блестки; Человеки; Господин ясновидящий
- 2015 — Путешествие блаженного фотографа
- 2017 — Здесь пил Диего
- 2021 — В ночь звездопада; Человек-фокус
- 2023 — Рыбья морда: уральские истории

Публикации в журналах «Москва», «Наука и жизнь», «Урал», «Уральская новь», «Уральский следопыт», «Наука Урала», «Карамзинский сад», «Голоса Сибири», «Врата Сибири», «Зарубежные задворки» (Германия) и др.
Автор коллективных сборников: «Низкая вода», «Магический кристалл», «Приключения Морошки», «Июльские холода», «Чаша круговая», «Тагильские фамилии», «Менестрель», «Точка зрения», «Световой год», «Город-завод. Жить хорошо» и др.

## Научно-популярные книги Бориса Телкова
Борис Телков один и в соавторстве написал свыше 30 научно-популярных книг по истории санитарной службы, спорта, образования, промышленности, фотографии, спецназа, золотодобычи Урала и России:
- Успехи разума: в 5 т. / Борис Телков, Алексей Коряков. — Екатеринбург: Уральское литературное агентство, 2005—2021.
- Стальные мускулы Тагила: в 2 т. / Борис Телков. — Нижний Тагил: Медиа-Принт, 2006—2008.
- Человек под черной накидкой / Борис Телков. — Нижний Тагил: ИП В. В. Гасельник, 2008.
- Сохранить здоровье народа: в 2 т. / Борис Телков. — Екатеринбург: Уральское литературное агентство, 2012—2014.
- Учиться мастерству пришли. К 80-летию «Трудовых резервов» / Борис Телков, Оксана Исупова, Наталья Данилова, Александра Рукавишникова. — Екатеринбург: Уральское литературное агентство, 2015.
- Непроницаемый барьер / Борис Телков. — Екатеринбург: Уральское литературное агентство, 2015.
- Особенности санитарии Севера. Том 3 / Борис Телков. — Екатеринбург: Уральское литературное агентство, 2016.
- На крыльях Меркурия / Борис Телков, Оксана Исупова, Наталья Данилова, Александра Рукавишникова. — Екатеринбург: Уральское литературное агентство, 2016.
- Рождены для службы ратной / Борис Телков, Оксана Исупова. — Екатеринбург: Уральское литературное агентство, 2016.
- Соратники / Борис Телков, Оксана Исупова. — Екатеринбург: Уральское литературное агентство, 2016.
- Товарищ Горком / Борис Телков, Оксана Исупова. — Екатеринбург: Уральское литературное агентство, 2017.
- Капитаны производств / Борис Телков, Оксана Исупова. — Екатеринбург: Уральское литературное агентство, 2018.
- Мы — с Вагонки! / Борис Телков, Оксана Исупова. — Нижний Тагил: Фолиант, 2018.
- 90 лет на страже профессионального долголетия / Борис Телков, Оксана Исупова. — Екатеринбург: Уральское литературное агентство, 2019.
- Санитария больших и малых городов. Том 4 / Борис Телков, Оксана Исупова. — Екатеринбург: Уральское литературное агентство, 2019.
- Санитарный дозор с запада на восток. Том 6. Борис Телков, Оксана Исупова. — Екатеринбург: Уральское литературное агентство, 2020.
- Сила и скорость. История завода «Уральские локомотивы» / Борис Телков, Оксана Исупова, Мария Фанга. — Екатеринбург: Генри Пушель, 2020.
- Поколение новых мастеров. К 80-летию «Трудовых резервов» / Борис Телков, Оксана Исупова, Наталья Данилова. — Екатеринбург: Издательство АМБ, 2020.
- Санитария металлургов и землепашцев. Том 5. / Борис Телков, Оксана Исупова. — Екатеринбург: Уральское литературное агентство, 2021.
- Игра, похожая на жизнь / Борис Телков, Оксана Исупова. — Нижний Тагил: Фолиант, 2021.
- Жизнь и гигиена по Эрисману / Борис Телков, Оксана Исупова, Яков Разливинский. — Екатеринбург: Уральское литературное агентство, 2022.
- Санитария южных границ. Том 7 / Борис Телков, Оксана Исупова. — Екатеринбург: Уральское литературное агентство, 2022.
- Санитария восточных направлений. Том 8 / Борис Телков, Оксана Исупова. — Екатеринбург: Уральское литературное агентство, 2022.
- Стремительное десятилетие / Борис Телков, Оксана Исупова. — Екатеринбург: Уральское литературное агентство, 2022.
- Взрослые тайны детского городка: в 2 т. / Борис Телков, Оксана Исупова. — Нижний Тагил: Репринт, 2022—2023.
- Со щитом российской дезинфектологии / Борис Телков, Оксана Исупова, Яков Разливинский. — Екатеринбург: Уральское литературное агентство, 2023.

## Критика
Своеобразный авторский стиль Бориса Телкова отмечают многие рецензенты:
«И те, кто уже знакомы с творчеством Бориса Телкова и знают его стиль изложения исторического материала, и те, кто впервые будет читать книгу этого автора, по достоинству оценят его манеру письма. Сухие цифры статистики о количестве стадионов, спортивных площадок и обществ, забитых и пропущенных голах, проведенных соревнованиях и выигранных кубках писатель оживляет воспоминаниями самих ветеранов тагильского спорта, активно используя жанр интервью. Порой читателю может показаться, что он слышит разговорную речь и сам участвует в беседе с героями-спортсменами. Очевидным достоинством книги является ее иллюстративный материал. Это не только фотографии из фондов Нижнетагильского музея-заповедника горнозаводского дела, но и фотографии и грамоты как из личных, так и муниципальных архивов».
Связь с историей родного города — еще одна отличительная черта творчества Бориса Телкова:
«В советское время Тагил представлялся вотчиной Мамина-Сибиряка, который родился неподалёку, да Алексея Бондина, чьи биография и творчество вполне соответствовали рабоче-крестьянским канонам. На рубеже очередного миллениума ориентиры сменились, и на первый план вышла „тагильская поэтическая школа“. Однако представители её давно рассредоточились от соседнего Екатеринбурга до дальнего Нью-Йорка. С какими литературными именами Тагил может ассоциироваться теперь? Одно из этих немногих имён, безусловно, принадлежит прозаику Борису Телкову».
Рецензент книги «Жизнь одного пиджака» отметил исключительный дар Бориса Телкова:
«Телков действительно великолепный эротический писатель. Дар, надо сказать, не просто редкий, но почти исключительный. Обычно эротика не удается никому, и прозаики поумнее просто ее избегают, якобы целомудренно, а поглупее — пускаются во все тяжкие с самым плачевным результатом: в лучшем случае — физиологический натурализм, в худшем — велеречивая пошлость. У Телкова это почему-то получается. Ему удается передать чисто физическую страсть и томление во всей их первозданной мощи и чистоте — от первого пробуждения чувственности („Нос резинового дельфина“) до ее апогея — казарма, затаившая дыхание во время недолгого свидания командира со своей подругой в ротной канцелярии („Подводная одиссея капитана Новикова“), и при этом не впасть ни первую, ни во вторую крайность, несмотря на то, что запретных тем или сцен для него нет. Как удается? Да, видимо, очень просто — выручают обычные (но почему-то такие редкие среди литераторов!) вкус и чувство меры, то есть качества, в общем-то не личностные, а профессиональные».
Есть и такие характеристики произведений Бориса Телкова:
«Для прозы Б. Телкова характерна реалистичность — в ней не ощущается никакой надуманности, искусственности сюжетов. Самым интересным в ней, как мне кажется, является оригинальный, свежий, неожиданный взгляд на повседневные и потому достаточно банальные жизненные ситуации… Язык прозы Бориса Телкова выразителен и метафоричен»;
«Остается третий путь — творческого претворения ландшафтов Нижнего Магила, преображения их в нечто креативное и потому жизнеспособное. <…> „Больше всего мне нравилось ставить диагнозы и давать советы больным и пострадавшим“, и это формирует особость точки его взгляда на жизнь: „…по сути, любой рассказ, повесть или роман — своеобразная история болезней. Или жизни. Кому как угодно“. „Видеть то, чего нет“, что „завалено мусором“ — не значит ли диагностировать историю болезни, а по сути, создавать заново свой сценарий жизни?.. Таков писательский путь автора-повествователя, который он предлагает и родному городу».

## Литературные премии. Награды
- 2005 — лауреат Всероссийской литературной премии имени П. П. Бажова «за книгу прозы, посвященную судьбам писателей разных эпох» («Обед у Александра Васильича»)
- 2007 — номинант (короткий список) Всероссийской литературной премии «Ясная поляна»
- 2009 — лауреат премии Губернатора Свердловской области за выдающиеся заслуги в области литературы и искусства за сборник рассказов «Имя от пришельца»[8]
- 2011 — номинант Всероссийской литературной премии «Чеховский дар» (сборник рассказов и пьес «Женщина в дорогу»); номинант Международной литературной премии «Лампа и дымоход» (рассказ «Шапка Мономаха»); номинант Всероссийской литературной премии «Ясная поляна» (сборник рассказов «Имя от пришельца»)
- 2012 — лауреат премии писателей Екатеринбурга «Чаша круговая» (сборник «Женский облик Свободы»)
- 2013 — почетная грамота Законодательного собрания Свердловской области за большой вклад в развитие культуры на Среднем Урале
- 2019 — литературная премия журнала «Урал» за роман «В ночь звездопада» (2018, № 6)
- 2022 — памятная медаль «130 лет Федеральному научному Центру гигиены им. Ф. Ф. Эрисмана» за серию книг по истории санитарной службы России.